# 嘉琳
嘉琳（英語：Garlum Lau），原名劉嘉琳，香港創作女歌手。其兄為人民力量前主席劉嘉鴻。

## 經歷
嘉琳1999年取得香港大學社會科學學士學位，主修犯罪學。2000年至2002年曾赴東京早稻田大學修讀性別研究及人類學。2004年修畢香港大學哲學碩士課程，論文題目為 The social construction of rave culture in Hong Kong (參香港大學圖書館網頁)。
2002年參加商台叱吒903Motclub903「音樂出頭天」比賽，憑《看風景》奪得「出頭天單曲」，被何韻詩改編成《獨樂樂》。後簽約成為EMI合約作曲人，亦參與歌手和音工作及於公開場合表演。2004年2月14日於香港Hard Rock Cafe舉行首個個人演唱會。
2005年4月至10月，拍攝香港電台電視部製作之《藝行四方》，到世界各地拍攝文化藝術場地。
2006年作為創作歌手簽約予DJ Tommy旗下。同年與陳輝陽主持商業電台節目《最佳配樂》，一段時間後便向商業電台辭去職務，她後來也回到香港大學從事學術研究工作。

## 唱片
- 2003年11月： 個人大碟《Reach for Your Moon》
- 2004年12月： 與獨立音樂人合輯《Come out and Play》
- 2005年1月：  阿麥書房音樂專輯Vol.1《看不見的城市漫遊 Invisible Cities Journeys》

## 為其他歌手的創作
- 何韻詩 - 獨樂樂
- 鄧麗欣 - 青山散步 Walkin' Aoyama
- 鄧麗欣 - 姊妹淘
- 薛凱琪 - 鳳凰木
- 薛凱琪 - 多謝地球

## 獎項
- 2003年度新城勁爆頒獎禮 - 新城勁爆新登場歌手

## 外部連結
- Garlum in pinkwork (sound & video) （页面存档备份，存于）
- Garlum in PinkWork創作 (sound & video) （页面存档备份，存于）